# 세르게이 마르티노프 (레슬링 선수)
세르게이 알렉산드로비치 마르티노프(러시아어: Серге́й Алекса́ндрович Марты́нов, 1971년 4월 30일~)는 러시아의 레슬링 선수, 지도자이다. 1992년 하계 올림픽 그레코로만형 페더급에서 은메달을 획득했으며 세계 선수권 대회에서 금메달 4개, 유럽 선수권 대회에서 금메달 3개, 은메달 1개를 획득했다.